# Katholiek Politieke Partij
De Katholiek Politieke Partij (KPP) was een Nederlandse politieke partij die is ontstaan als afscheuring van het Christen-Democratisch Appèl (CDA) en actief was tussen 1995 en 1998. De partij heeft nooit Kamerzetels behaald.

## Geschiedenis
De KPP werd op 14 februari 1995 opgericht door een aantal katholieken dat zich niet meer thuis voelde in het CDA, waaronder Olaf baron van Boetzelaer. Een groot deel van deze personen waren binnen het CDA betrokken bij de Beweging Christelijke Koers, die echter ook protestantse leden telde.
De uitgangspunten van de KPP verschilden weinig van andere historische katholieke en christendemocratische partijen. De katholieke sociale leer, het personalisme, het subsidiariteitsbeginsel en de beginselen solidariteit en verantwoordelijkheid lagen aan het partijprogramma ten grondslag. Klemtoon werd echter gelegd op de noodzaak van een morele reveille in Nederland en ethische thema's:
- bescherming van het menselijk leven van de baarmoeder tot aan het graf door afschaffing van de liberale abortus- en euthanasiewetgeving;
- bestrijding van de voortschrijdende ontworteling van althans een deel van de jongeren tegengaan door steun te verlenen aan het traditionele gezin met één kostwinner en één ouder die thuis kan blijven om de kinderen te begeleiden;
- een einde maken aan normvervaging en gedoogbeleid, op het gebied van softdrugs en met betrekking tot illegale vreemdelingen.

Op sociaal-economisch gebied nam de KPP een middenpositie in, die men sociaal-conservatief zou kunnen noemen. Aan de ene kant wilde zij de koopkracht van de minima versterken en met name hun woonlasten beperken en de kinderbijslag voor grote gezinnen verhogen. Aan de andere kant pleitte zij voor versobering van het sociale zekerheidsstelsel, voor afstoting van overheidstaken en deregulering.
Het politieke programma van de KPP vertoonde veel overeenkomst met de programma’s van SGP, GPV en RPF, vooral op ethisch terrein. De KPP leek op sociaal en ecologisch gebied echter meer behoudend, maar op staatkundig gebied meer veranderingsgezind.
Het geringe aantal stemmen bij de Kamerverkiezingen, circa 8.300, stelde de partijleiding teleur. Ondanks voorzichtige steun van de Haarlemse bisschop Henricus Bomers had zij de Nederlandse orthodox-katholieke achterban niet voldoende kunnen mobiliseren.
In september 1998 legden de voorzitter en de secretaris van de KPP hun functie neer en riepen de leden op zich aan te sluiten bij het CDA. De meerderheid van het partijbestuur wenste echter de activiteiten van de KPP voort te zetten. Nadien vertoonde de partij toch geen activiteit meer.
De KPP had geen banden met historische voorgangers, zoals de Rooms Katholieke Partij Nederland (RKPN) of God Met Ons (GMO), die in de jaren zeventig respectievelijk tachtig aan Kamerverkiezingen hadden deelgenomen.